# Estación de Alonso Cano
Alonso Cano es una estación de la línea 7 del Metro de Madrid situada bajo la calle de José Abascal, en su confluencia con la calle de Alonso Cano, en el madrileño distrito de Chamberí. La estación abrió al público el 16 de octubre de 1998.
El nombre de la estación es en recuerdo del pintor granadino Alonso Cano.

## Accesos
Vestíbulo Alonso Cano
- José Abascal - Alonso Cano C/ José Abascal, 24 (esquina C/ Alonso Cano)
- José Abascal - Ponzano C/ José Abascal, 20 (cerca de C/ Ponzano).
- Ascensor C/ José Abascal, 20 (cerca de C/ Ponzano). Para Sala Canal de Isabel II

## Líneas y conexiones

Mapa de los accesos a la estación de Alonso Cano y los recorridos y paradas de las líneas de la EMT de la zona.

### Metro
| << cabecera                                                  | < estación       | línea | estación > | cabecera >> |
| ------------------------------------------------------------ | ---------------- | ----- | ---------- | ----------- |
| Hospital del Henares Cambio de tren en Estadio Metropolitano | Gregorio Marañón |       | Canal      | Pitis       |

### Autobuses

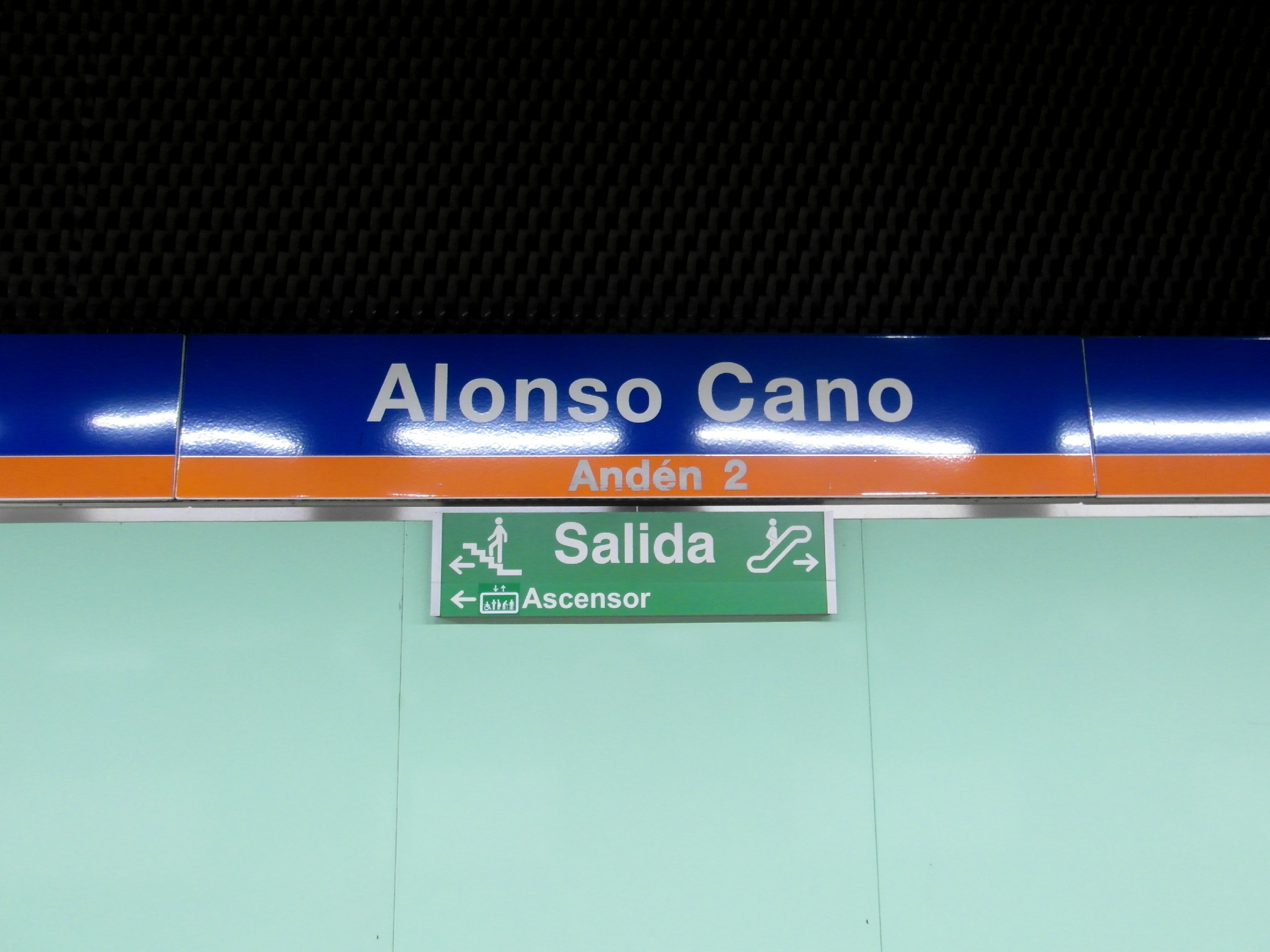
Carteles en el andén.

| Diurnos |                            |                                        |
| Línea   | Destino                    | Parada                                 |
| 5       | Estación de Chamartín      | 1896 METRO ALONSO CANO                 |
| 5       | Sol / Sevilla              | 1897 MODESTO LAFUENTE-JOSÉ ABASCAL     |
| 12      | Paseo del Marqués de Zafra | 4642 ALONSO CANO (C/ José Abascal, 26) |